# Casas de Jaranda
Casas de Jaranda es un despoblado español de la provincia de Cáceres, perteneciente al término municipal de Cuacos de Yuste.
Se ubicaba a la izquierda de la garganta de Jaranda, a medio camino entre dicha garganta y la granja de Valmorisco. El diccionario de Madoz señala que a mediados del siglo XIX estaba ya despoblado, pero se conservaban aún los empedrados de las calles y algunos escombros. Siempre fue una localidad de pequeño tamaño y se atribuye su desaparición a los privilegios que el Monasterio de Yuste tenía sobre estas tierras.
Actualmente el paraje donde se hallaba se denomina "La Granja", por haber sido granja del citado monasterio, y en él hay todavía varios edificios. Se utiliza actualmente como finca rústica y como alojamiento turístico.